# Vecuronio
Il vecuronio bromuro è un miorilassante, più precisamente un bloccante neuromuscolare, non depolarizzante, aminosteroideo, ad azione periferica e di tipo competitivo. Come farmaco trova indicazione come adiuvante dell'anestesia generale, per facilitare l'intubazione endotracheale e determinare rilassamento muscolo-scheletrico durante le procedure chirurgiche o la ventilazione assistita. In Italia è venduto dalla società N.V. Organon con il nome di Norcuron nella forma farmaceutica di flaconcini per soluzione iniettabile contenenti 10 mg di principio attivo.

## Farmacodinamica
Il vecuronio si lega ai recettori nicotinici che si trovano sulla placca motrice del muscolo striato inibendo il legame dell'acetilcolina con gli stessi. Viene così bloccato lo stimolo proveniente dal nervo motore terminale e diretto alla depolarizzazione del muscolo striato.
Essendo un miorilassante non depolarizzante il farmaco non provoca fascicolazioni muscolari.
A seguito della somministrazione endovenosa di una dose standard (0,10 mg/kg peso corporeo), nel giro di 2 minuti è già possibile procedere all'intubazione endotracheale, ed entro 3–4 minuti il paziente va incontro a completa paralisi, la quale favorisce l'esecuzione di ogni tipo di intervento chirurgico.
Il farmaco ha solo una debole attività vagolitica e di blocco gangliare, ma alle dosi usuali è pressoché privo di effetti avversi cardiovascolari.

## Farmacocinetica
A seguito di somministrazione endovenosa di una dose il composto si distribuisce in tutto l'organismo, nel giro di pochissimi minuti, in particolare nel compartimento dei liquidi extracellulari.
La molecola viene captata dal fegato e in parte metabolizzata con formazione principalmente del derivato 3–idrossi, che similmente ad altri metaboliti minori, è dotato di parziale azione di blocco neuromuscolare (circa la metà rispetto al farmaco progenitore). L'emivita plasmatica è compresa tra circa 30 e 120 minuti. Nei pazienti affetti da insufficienza epatica o disfunzioni delle vie biliari, così come in quelli affetti da insufficienza renale, l'emivita di eliminazione e la durata d'azione della molecola risulta prolungata.
La via principale di escrezione di vecuronio bromuro è quella biliare, sia come farmaco immodificato che come metaboliti: questa via rende conto dell'eliminazione di una percentuale della molecola variabile tra il 40 e il 60%). Un quantitativo decisamente inferiore (circa il 20–30% della dose somministrata) può essere eliminato tramite l'emuntorio renale.

## Usi clinici
Il farmaco trova indicazione in anestesia generale, come coadiuvante, al fine di facilitare l'intubazione endotracheale e raggiungere un adeguato miorilassamento nel corso dell'intervento chirurgico.
Può essere utilizzato indifferentemente (ovviamente a dosaggi adeguati al peso corporeo), sia nei neonati e nei bambini, sia negli adolescenti e adulti.
Viene utilizzato anche nei reparti di rianimazione e terapia intensiva per giovare in tutte quelle situazioni in cui necessita una ventilazione controllata.

## Effetti collaterali e indesiderati
In corso di trattamento con vecuronio le reazioni avverse più frequentemente segnalate includono sia alterazioni dei segni vitali, sia un blocco neuromuscolare prolungato, spesso associato a ritardato recupero dall'anestesia e quindi a un possibile incremento delle complicazioni anestesiologiche a carico delle vie aeree.
La molecola sembra dotata di una lieve azione favorente il rilascio di istamina, il che giustificherebbe la comparsa di reazioni da ipersensibilità, quali il prurito, l'edema angioneurotico, l'orticaria, il rash eritematoso (particolarmente nel sito dell'iniezione). Molto più raramente possono comparire alcune reazioni più gravi quali broncospasmo,
ipotensione arteriosa, tachicardia, collasso circolatorio, reazioni anafilattoidi e shock anafilattico.
Nei soggetti in età avanzata il trattamento con vecuronio può comportare con maggiore facilità l'instaurarsi di un blocco neuromuscolare prolungato.

## Controindicazioni
Il farmaco è controindicato nei soggetti con ipersensibilità individuale nota al principio attivo, allo ione bromuro oppure ad uno qualsiasi degli eccipienti contenuti nella formulazione farmaceutica..

## Dosi terapeutiche
Il dosaggio del vecuronio, così come quello di altri composti ad azione miorilassante, deve essere attentamente personalizzato per ogni paziente. È infatti necessario stabilire le condizioni cliniche del paziente prima dell'intervento, il tipo di anestesia che si intende eseguire, la durata prevista dell'operazione chirurgica, le possibili interazioni farmacologiche con altri medicinali che vengono somministrati al paziente sia prima sia durante l'anestesia.
Indicativamente nel soggetto adulto si ricorre alle seguenti dosi:
- Intubazione endotracheale

La dose standard è variabile tra 0,08 e 0,1 mg/kg peso corporeo di vecuronio bromuro.
- Interventi chirurgici dopo intubazione con succinilcolina

Dose di mantenimento di 0,03–0,05 mg/kg peso corporeo di vecuronio bromuro.

## Interazioni
- Anestetici alogenati volatili (alotano, isoflurano, enflurano, sevoflurano, desflurano): la contemporanea somministrazione con vecuronio potenzia gli effetti miorilassanti e di blocco neuromuscolare di quest'ultimo. Questo effetto si palesa solamente con la somministrazione delle dosi di mantenimento, allorché gli anestetici volatili raggiungono adeguate concentrazioni tissutali per questa interazione.
- Succinilcolina: la co-somministrazione con succinilcolina (impiegata per favorire l'intubazione), determina un potenziamento degli effetti del vecuronio.
- Corticosteroidi: la terapia di associazione con molecole di derivazione steroidea e vecuronio può comportare un prolungamento degli effetti miorilassanti.
- Pantoprazolo: la co-somministrazione con vecuronio potenzia gli effetti di quest'ultimo, interferendo con la durata d'azione.[18][19]
- Fenitoina o carbamazepina: la co-somministrazione oppure un pregresso trattamento cronico con queste molecole può comportare una diminuzione degli effetti di vecuronio.[20][21][22]